# Mariano Andújar
Mariano Gonzalo Andújar (Buenos Aires, 1983. július 30. –) argentin válogatott labdarúgó, jelenleg kölcsönben a Catania játékosa. Posztját tekintve kapus.

## Sikerei, díjai
Estudiantes
- Libertadores-kupa győztes (1): 2009
- Argentin bajnok (1): 2006